# Romanillos
Romanillos fue un antiguo municipio ya desaparecido, anexionado desde el siglo XIX al municipio de Boadilla del Monte. Hacia 1842, se realizó un censo y el municipio apenas contaba con 30 habitantes en total. En la actualidad solo se encuentran dos edificios en estado de ruina, y otros dos en ruina total.

## Historia

### Historia genealógica del Mayorazgo de Romanillos
El 20 de marzo de 1463, Enrique IV otorga a Constanza Álvarez de Solís (6ª Señora de Romanillos) el privilegio de donación de este terreno; y su hijo, Pedro Fernández de Lodeña (7º señor de Romanillos) crea el Mayorazgo de Romanillos en su testamento, otorgado el 5 de marzo de 1562. 
Una de sus descendientes, María Regalado Fums de Villapando, casaría con Cristóbal Portocarrero de Guzmán y Luna, IV Conde de Montijo; y su hijo, Cristóbal Gregorio, heredaría tanto el Mayorazgo de Romanillos como el título de Conde de Montijo. 
Posteriormente, Cristóbal Gregorio Portocarrero y Funes de Villalpando se desposó con su sobrina Dominga Fernández de Córdoba, naciendo del enlace un solo hijo, Cristóbal Pedro de Portocarrero y Fernández de Córdoba. Este se casó con María Josefa López de Zúñiga y tuvieron a María Francisca de Sales de Portocarrero, quien ante el fallecimiento de su padre, heredaría el Condado de Montijo de su abuelo y el Ducado de Peñaranda de su madre. 
Esta saldría del colegio con 14 años, tras haberse concertado su matrimonio con Felipe Antonio de Palafox y Croy, militar que tenía quince años más que ella. Con él tendría seis hijos, de los que destacamos a Cipriano Portocarrero Palafox, quien heredaría los títulos de su madre. 
De su enlace con María Manuela Kirkpatrick tendría a María Francisca de Sales, IX Condesa de Montijo; y a Eugenia de Montijo, emperatriz consorte de Francia por su matrimonio con Napoleón III. La primera se convertiría en Duquesa de Alba al casar con Jacobo Fitz-James Stuart y Ventimiglia. A partir de este momento, el Mayorazgo de Romanillos pasa a la Casa de Alba. 
Los herederos de María Francisca de Sales se sucederían, destacando a Carlos Fitz-James Stuart y Portocarrero, a Hernando Fitz-James Stuart y Falcó, a Fernando Alfonso Fitz-James Stuart y Saavedra y al actual señor de Romanillos, Jacobo Hernando Fitz-James Stuart y Gómez. 

### Economía
El municipio tuvo a lo largo de su existencia una economía basada en la agricultura y la ganadería. Por una parte, se cultivaron frutales (Bellotas y algarrobas), hortalizas, garbanzos de gran calidad y cereales (trigo, avena y cebada) en las Huertas de Romanillos, de cuarenta y dos fanegas de área. Por la otra, destacaba la ganadería porcina y ovina, poniéndose en relación esta última con el hecho de que la Cañada Real Segoviana pasa por el norte del municipio.

### Historia del municipio
La primera referencia escrita a Romanillos es en las Relaciones topográficas de Felipe II (1575), en la que únicamente se decía que este pertenecía a Pedro de Lodeña.
En el 1785, unas transcripciones de Martín Galán y Sánchez Belén sobre las Relaciones de Lorenzana (1784) afirman que, en aquel momento, el Conde de Montijo (Felipe de Palafox y Croy) trataba de aumentar la población de Romanillos, que por entonces contaba únicamente con dieciséis vecinos. Además, por voluntad del conde se habría construido ya parte de la Iglesia del Santísimo Cristo de Patrocinio, con la intención de separarse de la Parroquia de San Cristóbal de Boadilla del Monte.
Hacia 1842 el municipio contaba con treinta habitantes, y en el siglo XIX sería finalmente anexionado a Boadilla del Monte.

## Monumentos y lugares de interés
- Venta de Romanillos y antiguo pajar:

Se trata de una construcción con base octogonal de ladrillo prácticamente en ruinas. En la actualidad se utiliza para guardar al ganado, y se ha realizado una construcción adosada.
- Palacio de Romanillos:

A unos 300 metros de la Venta de Romanillos, siguiendo el Camino de la Vega, se encuentran las casi inexistentes ruinas del que fue el Palacio de Romanillos (Propiedad de los Condes de Montijo que pasó al Duque de Alba). Sobre estas ruinas se ha construido una casa para utilidad de los pastores y los vigilantes de la finca. 
En su parte posterior igualmente se encuentran las ruinas de la iglesia del Santísimo Cristo de Patrocinio, construida alrededor de 1785 por los Condes de Montijo con la finalidad de separarse de la Parroquia de San Cristóbal (Boadilla del Monte).
- Acueducto de Romanillos:

Se trata de un acueducto de ladrillo de 4 arcos que salva el Arroyo del Palomar. Se cree que su función era la de abastecer las antiguas huertas del municipio. Estaba conectado con un depósito y dos pozos de piedra. Todos derruidos en la actualidad.

### Galería de imágenes

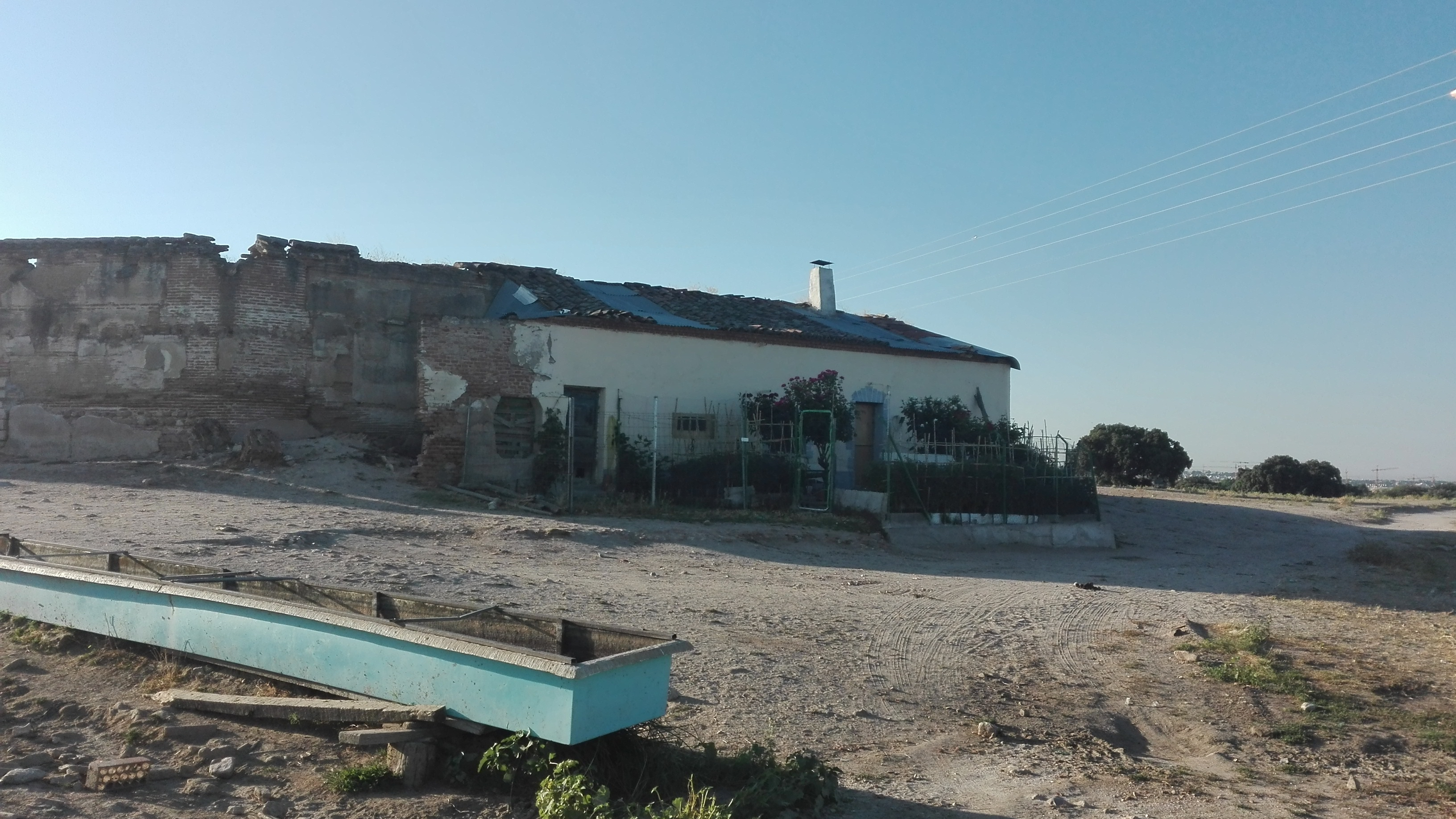
Venta de Romanillos
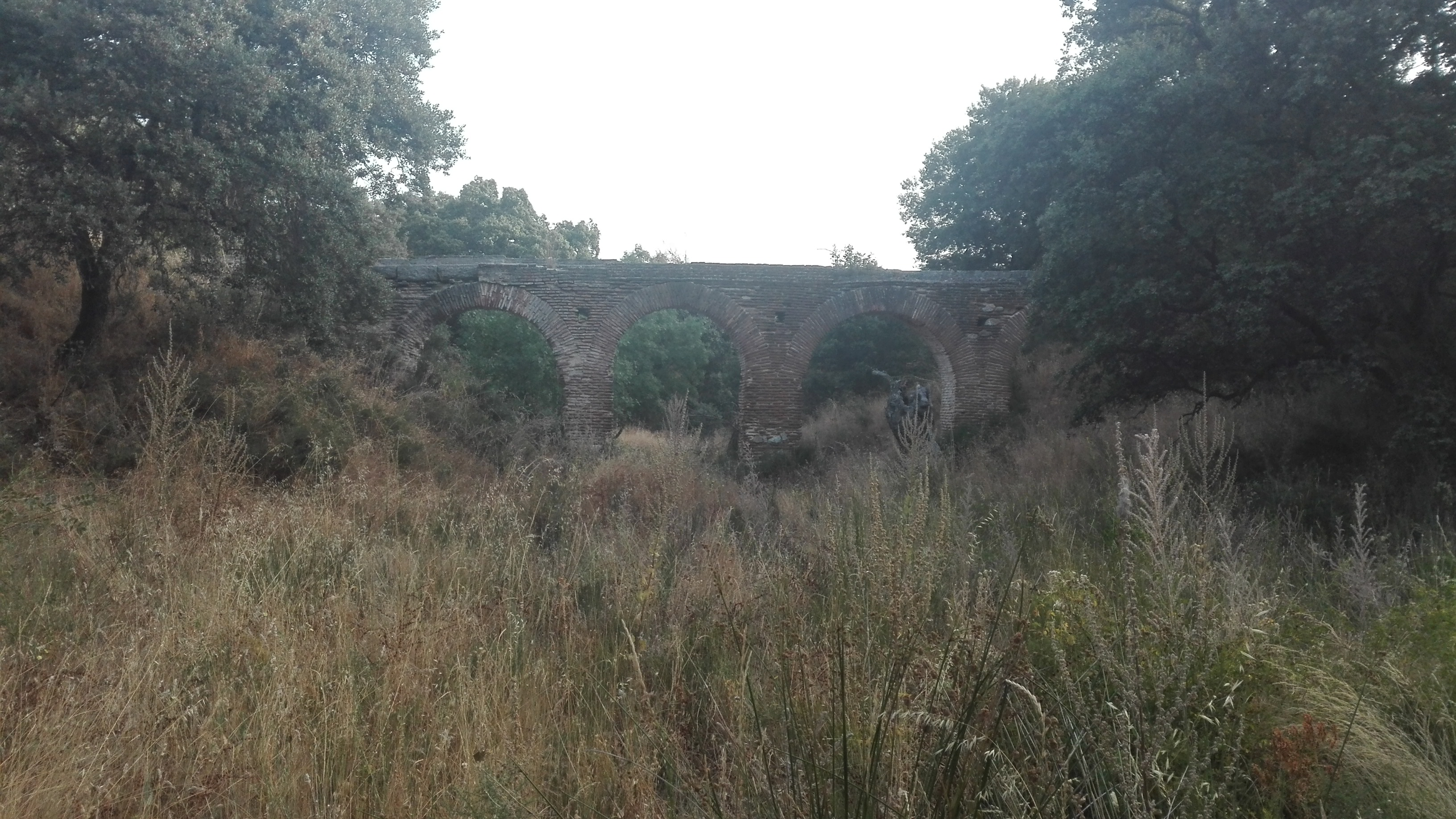
Acueducto de Romanillos
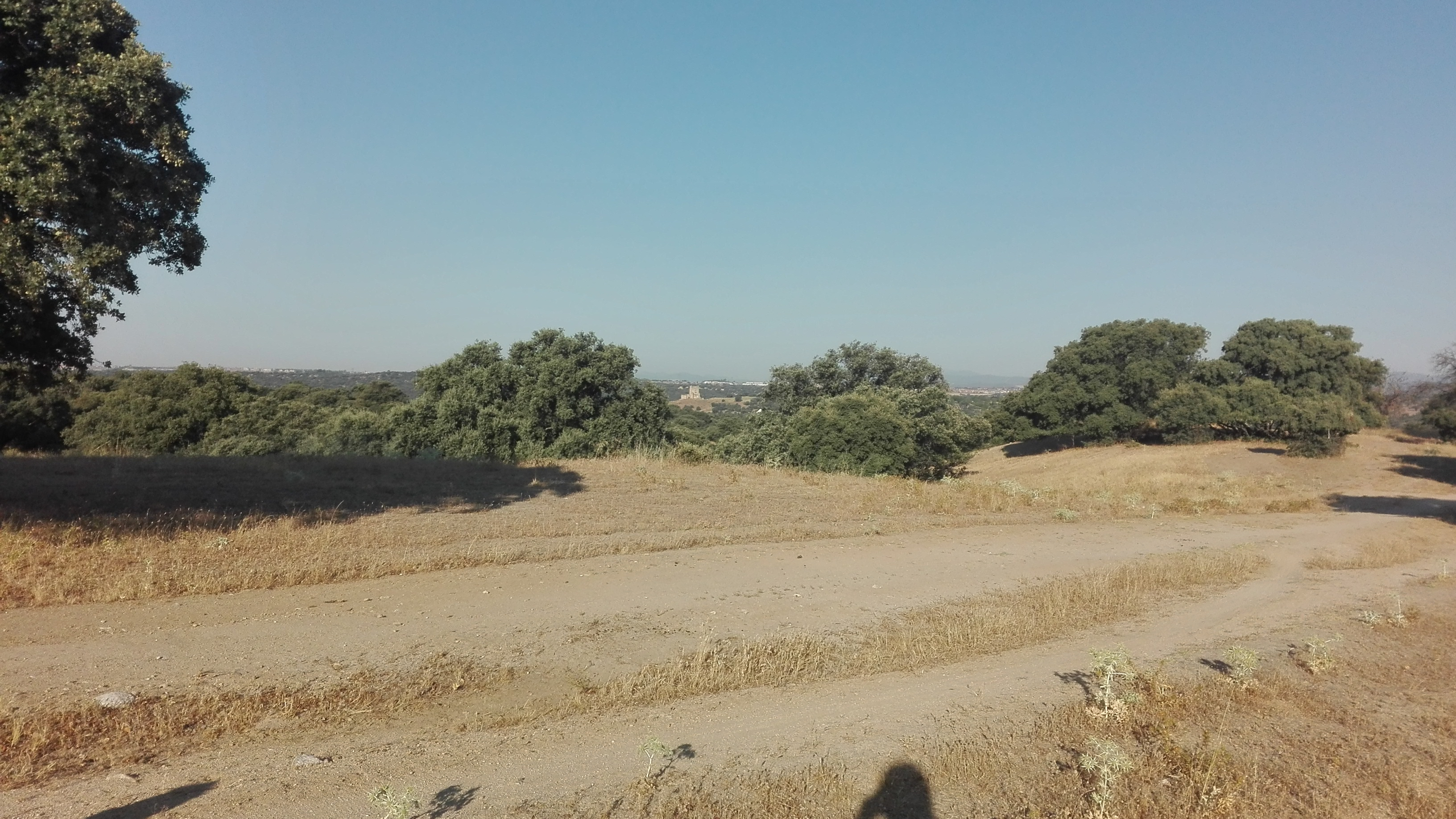
Castillo de Aulencia desde Romanillos